# (8063) 1977 XP2
(8063) 1977 XP5 là một tiểu hành tinh vành đai chính. Nó được phát hiện bởi Schelte J. Bus ở Đài thiên văn Palomar ở Quận San Diego, California, ngày 7 tháng 12 năm 1977.